# Saint-Firmin-sur-Loire

Saint-Firmin-sur-Loire este o comună în departamentul Loiret din centrul Franței. În 1 ianuarie 2022 avea o populație de 509 de locuitori.